# Broken (rivière de Nouvelle-Zélande)
Pour les articles homonymes, voir Broken.
La rivière Broken (anglais : Broken River) est une rivière de la région de Canterbury dans l’Île du Sud de la Nouvelle-Zélande. Elle se draine dans la rivière Waimakariri juste au nord de la ville de Springfield.

## Géographie
Le domaine de ski de Broken River (en) est une zone de  captage de la rivière. 
La grotte de grotte de Broken Rivers (en) est une grotte du réseau de « Cave Stream », un affluent de la rivière Broken.